# Hugh Despenser den yngre

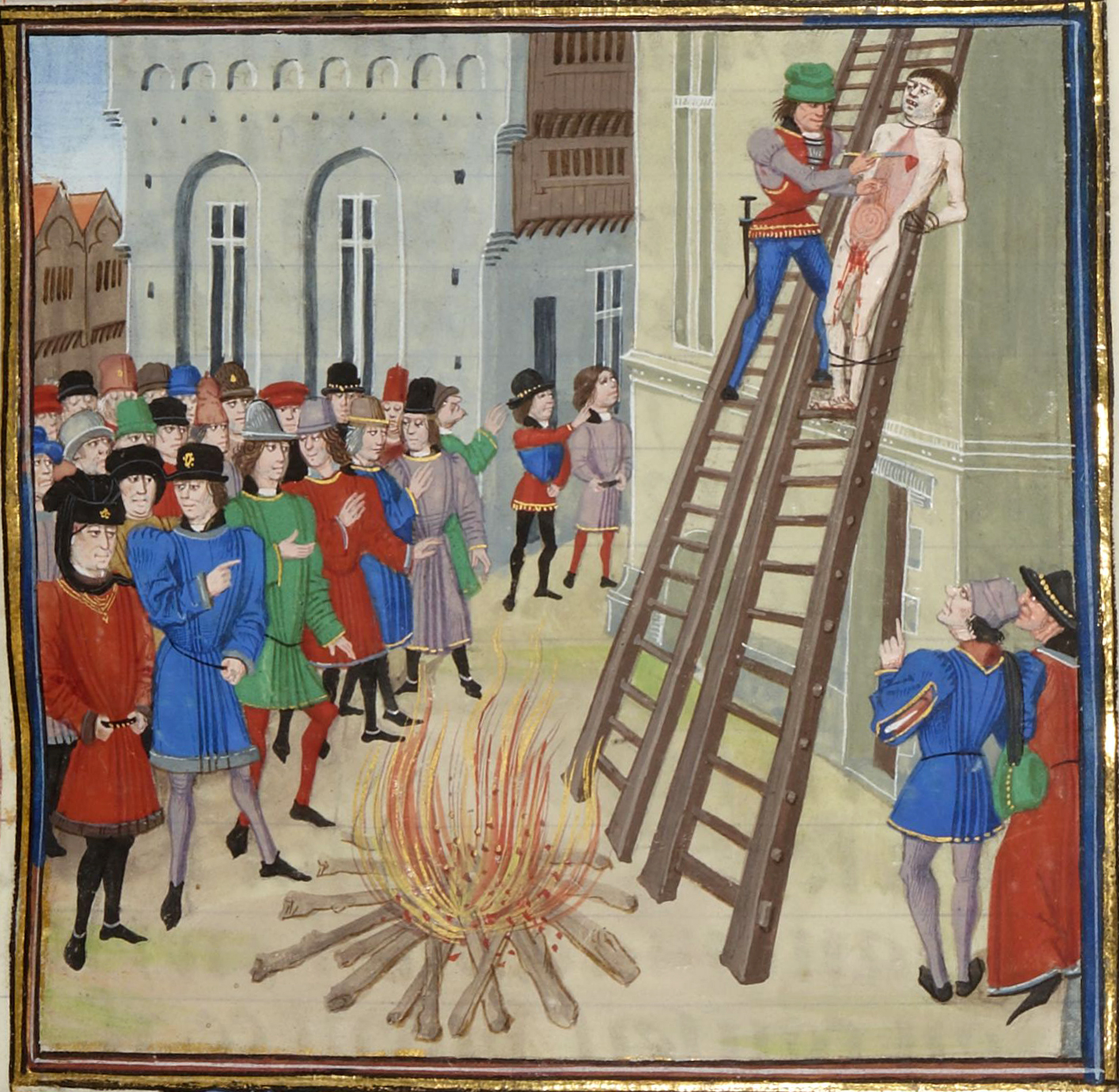
Avrättningen av Hugh Despenser den yngre, från ett manuskript av Jean Froissart.

Hugh le Despenser, 1:e lord Despenser, född 1286, död 24 november 1326, ibland kallad Despenser den yngre, var en engelsk storman. Han var son till Hugh le Despenser, earl av Winchester och Isabel Beauchamp, dotter till William de Beauchamp.

## Biografi
Hugh dubbades till riddare i maj 1306 och samma år gifte han sig med Eleanor de Clare, dotterdotter till Edvard I av England. Hennes morfar var skyldig Hughs far enorma penningsummor och äktenskapet var avsett som en avbetalning. Då Eleanors bror dödades i slaget vid Bannockburn år 1314, blev hon oväntat en av tre arvtagerskor till det rika Gloucesterearldömet, och genom henne ärvde Hugh Glamorgan och andra egendomar. På bara några år gick Hugh från att vara en marklös riddare till en av de rikaste jordägarna i riket. 
Eleanor var även systerdotter till den nye kungen Edvard II av England, och detta band Hugh ännu närmre det engelska hovet. Han gick med i baronernas motstånd mot Piers Gaveston, kungens gunstling och Hughs svåger då Gaveston var gift med Eleanors syster, Margaret. Maktlysten erövrade Hugh Tonbridge Castle 1315. Följande år mördade han Llywelyn Bren, en walesisk gisslan i hans förvar.
Hugh Despenser blev hovtjänsteman 1318 och lyckades bli omtyckt av kung Edvard, och ersatte dennes tidigare gunstling, Roger d'Amory. Hugh erövrade walesiska områden som hans hustru ärvt och ignorerade sina svågrars anspråk. Han tvingade Alice de Lacy, grevinna av Lincoln att lämna ifrån sig sina lantegendomar, lurade sin svägerska Elizabeth de Clare ut från Gower och Usk, och bröt Lady Barets armar och ben tills hon blev galen. Han svor även på att hämnas på Roger Mortimer eftersom dennes farfar hade mördat Hughs farfar. Kring 1321 hade han skaffats sig fiender i alla samhällslager, från drottning Isabella till baronerna och vanligt folk. 
Slutligen segrade baronerna över kung Edvard och landsförvisade Hugh och hans far 1321. Fadern flydde till Bordeaux, och Hugh blev pirat på Engelska kanalen, "ett havsmonster, som ligger och väntar på att handelsmän ska komma hans väg". De båda återkom följande år och kungen återinsatte snart sin gunstling. Hans tid i förvisning hade inte gjort något för att kväva hans girighet, hans dumdristighet eller hans hänsynslöshet. Drottning Isabella flydde till Frankrike där hon bildade en allians med Roger Mortimer och började att planera en invasion. Hugh försökte muta franska hovmän att lönnmörda drottningen. Detta misslyckades, istället mördade han Mortimers farbror som han hade i sitt förvar. Då Isabella och Roger Mortimer invaderade avsattes kung Edvard, Hughs far avrättades och Hugh den yngre tillfångatogs.
Hugh försökte svälta ihjäl sig före rättegången, men det lyckades inte och han dömdes som förrädare och tjuv den 24 november 1326. Han blev släpad och styckad, och hans testiklar brändes. Han halshöggs och huvudet sattes upp på Londons portar.